# Sliema Wanderers FC
A Sliema Wanderers Football Club egy 1909-ben alapított máltai labdarúgócsapat, mely története során 26 alkalommal nyerte meg a máltai bajnokságot. Hazai mérkőzéseit a 17 ezer férőhelyes Nemzeti Stadionban játssza.

## Története
A csapatot 1909-ben alapították és rögtön csatlakozott az akkor indított máltai bajnoksághoz. Az öt meccsből álló szezont másodikként zárták. Fennállásuk tizedik évében, az 1919/20-as szezonban megnyerték első bajnoki címüket. Összesen 26-szor emelhették magasba a bajnoki trófeát, ennél többször senki nem nyert máltai bajnoki címet.
A Wanderers a kupagyőzelmek szempontjából is csúcstartó, eddig 20-szor sikerült diadalmaskodniuk a máltai kupa döntőjében, legutóbb 2009-ben, ami azt jelenti, hogy indulhatnak az Európa-liga selejtezőjében.

## Jelenlegi keret
| #  |     | Poszt | Név                       |
| -- | --- | ----- | ------------------------- |
| 1  | MLT | K     | Henry Bonello             |
| 2  | MLT | V     | Alex Muscat               |
| 3  | MLT | KP    | Luca Martinelli           |
| 6  | MLT | CS    | Axl Xuereb                |
| 7  | MLT | KP    | John Mintoff              |
| 8  | MLT | KP    | Mark Scerri               |
| 9  | MLT | CS    | Dylon Kokavessis          |
| 12 | MLT | K     | Glen Zammit               |
| 13 | MLT | V     | Clifford Gatt Baldacchino |
| 14 | MLT | CS    | Aiden Friggieri           |
| 15 | MLT | V     | Dylan Borg                |
| 16 | MLT | KP    | Trevor Cilia              |
| 17 | MLT | KP    | Ryan Dalli                |
| 19 | MLT | KP    | Dale Micallef             |

| #  |     | Poszt | Név                |
| -- | --- | ----- | ------------------ |
| 20 | ITA | CS    | Andrea Navarra     |
| 21 | MLT | CS    | Paolo Dandolo      |
| 23 | MLT | V     | Josef Mifsud       |
| 24 | ITA | KP    | Paltemio Barbetti  |
| 25 | ARG | KP    | Matias Muchardi    |
| 27 | MLT | KP    | Miguel Ciantar     |
| 28 | MLT | V     | Giuseppe Muscat    |
| 32 | MLT | K     | Jovin Ebejer       |
| 33 | ITA | V     | Stefano Bianciardi |
| 69 | CRO | KP    | Nathan Dundovic    |
| 77 | LIB | V     | Robby Mansour      |
| 85 | MLT | KP    | Alex Cauchi        |
| 99 | BIH | KP    | Admir Vladavić     |
|    | MLT | KP    | Jacob Borg         |

## Sikerek
BOV Premier League Bajnok: 26

 1919/20, 1922/23, 1923/24, 1925/26, 1929/30, 1932/33, 1933/34, 1935/36, 1937/38, 1938/39, 1939/40, 1948/49, 1953/54, 1955/56, 1956/57, 1963/64, 1964/65, 1965/66, 1970/71, 1971/72, 1975/76, 1988/89, 1995/96, 2002/03, 2003/04, 2004/05
BOV Premier League Ezüstérmes: 29

 1909/10, 1916/17, 1921/22, 1924/25, 1926/27, 1928/29, 1930/31, 1931/32, 1934/35, 1944/45, 1945/46, 1954/55, 1957/58, 1958/59, 1966/67, 1967/68, 1969/70, 1972/73, 1974/75, 1976/77, 1979/80, 1980/81, 1981/82, 1987/88, 1989/90, 1994/95, 1999/00, 2000/01, 2005/06
Máltai kupa-győztes: 22

 1935, 1936, 1937, 1940, 1946, 1948, 1951, 1952, 1956, 1959, 1963, 1965, 1968, 1969, 1974, 1979, 1990, 2000, 2004, 2009, 2016, 2024
Máltai kupa Ezüstérmes: 17

 1938, 1939, 1945, 1949, 1953, 1958, 1964, 1971, 1972, 1980, 1982, 1987, 1991, 1993, 1996, 2002, 2003
Másodosztály Bajnok: 1

 1983/84
Máltai szuperkupa: 2

 1996, 2000
Löwenbräu Cup-győztes: 3

 1999, 2001, 2002
Super 5 Cup-győztes: 3

 1990/91, 2001/02, 2003/04
Cassar Cup-győztes: 11

 1923/24, 1924/25, 1933/34, 1934/35, 1937/38, 1938/39, 1945/46, 1955/56, 1956/57, 1959/60, 1966/67
Scicluna Cup-győztes: 10

 1949/50, 1950/51, 1953/54, 1954/55, 1955/56, 1956/57, 1957/58, 1958/59, 1959/60, 1965/66
Cousis Shield-győztes: 4

 1917/18, 1919/20, 1923/24, 1925/26
Christmas Cup-győztes 3

 1966/67, 1967/68, 1970/71
Independence Cup-győztes: 5

 1964/65, 1969/70, 1971/72, 1973/74, 1981/82
Testaferrata Cup-győztes: 2

 1964/65, 1974/75
MFA Cup-győztes: 1

 1931/32
Sons of Malta Cup-győztes: 2

 1972/73, 1979/80
Euro Cup-győztes: 5

 1982, 1987, 1990, 2004, 2005
Christmas Tourney Cup-győztes: 2

 1936/37, 1948/49
Schembri Shield-győztes: 2

 1955/56, 1957/58
Empire Sports Ground Cup-győztes: 1

 1923/24
MFA League Cup-győztes: 4

 1965/66, 1969/70, 1978/79, 1984/85
MPFA Shield-győztes: 1

 1954/55